# Campionati austriaci di sci alpino 1975
I Campionati austriaci di sci alpino 1975 si svolsero ad Altenmarkt-Zauchensee, Wagrain e Zell am See tra il 12 febbraio e il 4 aprile; furono assegnati i titoli di discesa libera, slalom gigante, slalom speciale e combinata, sia maschili sia femminili.

## Risultati

### Uomini

#### Discesa libera
| Pos. | Atleta             | Nazione |
| ---- | ------------------ | ------- |
| 1    | Ernst Winkler      | Austria |
| 2    | Karl Cordin        | Austria |
| 3    | Reinhard Tritscher | Austria |

Data: 4 aprile

Località: Altenmarkt-Zauchensee

#### Slalom gigante
| Pos. | Atleta             | Nazione |
| ---- | ------------------ | ------- |
| 1    | Thomas Hauser      | Austria |
| 2    | Hansi Hinterseer   | Austria |
| 3    | Reinhard Tritscher | Austria |

Data: 13 febbraio

Località: Zell am See

#### Slalom speciale
| Pos. | Atleta           | Nazione |
| ---- | ---------------- | ------- |
| 1    | Josef Pechtl     | Austria |
| 2    | Robert Schuchter | Austria |
| 3    | Hans Kniewasser  | Austria |

Data: 14 febbraio

Località: Zell am See

#### Combinata
| Pos. | Atleta               | Nazione |
| ---- | -------------------- | ------- |
| 1    | Reinhard Tritscher   | Austria |
| 2    | Helmut Klingenschmid | Austria |
| 3    | Hans Enn             | Austria |

Data: 13 febbraio-4 aprile

Località: Altenmarkt-Zauchensee, Zell am See

Classifica stilata attraverso i piazzamenti ottenuti
in discesa libera, slalom gigante e slalom speciale

### Donne

#### Discesa libera
| Pos. | Atleta             | Nazione |
| ---- | ------------------ | ------- |
| 1    | Nicola Spieß       | Austria |
| 2    | Brigitte Totschnig | Austria |
| 3    | Wiltrud Drexel     | Austria |

Data: 3 aprile

Località: Altenmarkt-Zauchensee

#### Slalom gigante
| Pos. | Atleta                | Nazione |
| ---- | --------------------- | ------- |
| 1    | Annemarie Moser-Pröll | Austria |
| 2    | Monika Kaserer        | Austria |
| 3    | Brigitte Schroll      | Austria |

Data: 12 febbraio

Località: Wagrain

#### Slalom speciale
| Pos. | Atleta                | Nazione |
| ---- | --------------------- | ------- |
| 1    | Annemarie Moser-Pröll | Austria |
| 2    | Brigitte Schroll      | Austria |
| 3    | Brigitte Totschnig    | Austria |

Data: 13 febbraio

Località: Wagrain

#### Combinata
| Pos. | Atleta             | Nazione |
| ---- | ------------------ | ------- |
| 1    | Brigitte Schroll   | Austria |
| 2    | Brigitte Totschnig | Austria |
| 3    | Martina Ellmer     | Austria |

Data: 12 febbraio-3 aprile

Località: Altenmarkt-Zauchensee, Wagrain

Classifica stilata attraverso i piazzamenti ottenuti
in discesa libera, slalom gigante e slalom speciale